# The Open Championship 1995
De 124e editie van het Brits Open werd van donderdag 13 - zondag 16 juli 1994 gespeeld op de Turnberry Golf Club in Schotland.
Het prijzengeld was 25% gestegen naar £ 1.250.000, waarvan £ 110.000 voor de winnaar was bestemd.
Er deden veertien voormalige winnaars mee: Severiano Ballesteros (1979, 1984, 1988), Mark Calcavecchia (1989), Nick Faldo (1987), Sandy Lyle (1985), Jack Nicklaus (1966, 1970, 1978), Greg Norman (1986), Gary Player (1959, 1968, 1974), Nick Price (1994) en Tom Watson (1975, 1977, 1980, 1982, 1983) haalden de cut, Ian Baker-Finch (1991), Bob Charles (1963), Arnold Palmer (1961, 1961), Lee Trevino (1971, 1972) en Tom Weiskopf (1973) kwalificeerden zich niet voor het weekend.
Na ronde 1 stonden vier spelers aan de leiding: Ben Crenshaw, Tom Watson, Mark McNulty en John Daly. De vijfde plaats werd ook door vier spelers gedeeld: David Feherty, Bill Glasson, Matts Hallberg en Vijay Singh.

Na ronde 2 stond John Daly met 67-71 nog aan de leiding terwijl de anderen waren weggezakt. In ronde 3 speelde Daly boven par en kwam Michael Campbell op de eerste plaats, gevolgd door Costantino Rocca.

Ronde 4 eindigde in een play-off tussen Daly en Rocca, waarbij de eerste uiteindelijk aan het langste eind trok. 

## Top-10
| Nr | Speler           | Score           | Score | Prijs (£) |
| -- | ---------------- | --------------- | ----- | --------- |
| T1 | John Daly        | 67-71-73-71=282 | –6    | Playoff   |
| T1 | Costantino Rocca | 69-70-70-73=282 | –6    | Playoff   |
| T3 | Steven Bottomley | 70-72-72-69=283 | –5    | 65.667    |
| T3 | Mark Brooks      | 70-69-73-71=283 | –5    | 65.667    |
| T3 | Michael Campbell | 71-71-65-76=283 | –5    | 65.667    |
| T6 | Steve Elkington  | 72-69-69-74=284 | –4    | 40.500    |
| T6 | Vijay Singh      | 68-72-73-71=284 | –4    | 40.500    |
| T8 | Bob Estes        | 72-70-71-72=285 | –3    | 33.333    |
| T8 | Mark James       | 72-75-68-70=285 | –3    | 33.333    |
| T8 | Corey Pavin      | 69-70-72-74=285 | –3    | 33.333    |

Een play-off bestond toen nog uit voer holes. Rocca begon met een bogey op hole 1, Daly maakte een birdie op hole 2, Rocca verdween op hole 17 in een bunker, waar hij pas na drie slagen uitkwam, en maakte ten slotte een birdie, maar dat maakte niets meer uit. Voor Rocca was dit het beste resultaat dat hij ooit in een Major behaalde.
| Nr | Speler           | Score      | Score | Prijs (£) |
| -- | ---------------- | ---------- | ----- | --------- |
| 1  | John Daly        | 4-3-4-4=15 | –1    | 125,000   |
| 2  | Costantino Rocca | 5-4-7-3=19 | +3    | 100,000   |

Vanaf 1970:
1970 ·
1971 ·
1972 ·
1973 ·
1974 ·
1975 ·
1976 ·
1977 ·
1978 ·
1979 ·
1980 ·
1981 ·
1982 ·
1983 ·
1984 ·
1985 ·
1986 ·
1987 ·
1988 ·
1989 ·
1990 ·
1991 ·
1992 ·
1993 ·
1994 ·
1995 ·
1996 ·
1997 ·
1998 ·
1999 ·
2000 ·
2001 ·
2002 ·
2003 ·
2004 ·
2005 ·
2006 ·
2007 ·
2008 ·
2009 ·
2010 ·
2011 ·
2012 ·
2013 ·
2014 ·
2015 ·
2016 ·
2017 ·
2018 ·
2019 ·
2020